# Korsflikig trådmossa
Korsflikig trådmossa (Cephalozia loitlesbergeri) är en levermossart som beskrevs av Victor Félix Schiffner. Korsflikig trådmossa ingår i släktet trådmossor, och familjen Cephaloziaceae. Arten är reproducerande i Sverige.